# Zabójcze trio
Zabójcze trio (tytuł oryg. 夕陽天使, ang. So Close) – film sensacyjno-przygodowy wyprodukowany w Hongkongu w roku 2002, wyreżyserowany przez Coreya Yuena. Angielski tytuł filmu pochodzi od piosenki "Close to You" dawnego amerykańskiego zespołu The Carpenters.

## Opis fabuły
Ai Lin (Shu Qi) i jej siostra Ai Quan (Zhao Wei) są hakerami oraz jednocześnie zabójcami z doskonałymi umiejętnościami sztuk walki. Przeprowadzają atak na ogromną firmę braci Chow Nunn i Chow Lui w postaci zainstalowania wirusa w ich systemach komputerowych. Gdy z rąk Ai Lin ginie jeden z braci Chow, w sprawę angażuje się policja. Inteligentna agentka Kong Yat Hung (Karen Mok) za wszelką cenę stara się dopaść sprawców morderstwa.

## Obsada
- Shu Qi jako Lin
- Zhao Wei jako Quan
- Karen Mok jako Kong Yat-Hung
- Song Seung Hun jako Yen
- Yasuaki Kurata
- Deric Wan
- Michael Wai jako Siu-Ma
- Wan Siu-Lun
- Shek Sau
- Lam Ki Yan
- Josephine Ho
- Lam Sheung Mo
- May Kwong jako May
- Henry Fong
- Paw Hee Ching